# Tour della nazionale maschile di rugby a 15 del Canada 1999
Dopo i mondiali di rugby del 1995 (eliminata alla prima fase), la nazionale canadese di rugby union viene sovente chiamata per tour in Europa e Oceania.
Nel 1999, in preparazione alla Coppa del Mondo di rugby 1999, si presenta due volte in Europa, in inverno ed in estate.

## Tour invernale in Galles
| Caerphilly (distretto unitario) 8 gennaio 1999 | Caerphilly RFC | 11 – 7 | Canada XV |  |

| Port Talbot 15 gennaio 1999 | Aberavon RFC | 33 – 19 | Canada XV |  |

| Pontypridd 23 gennaio 1999 | Pontypridd RFC | 36 – 11 | Canada XV |  |

## Ultimi test in Galles e Inghilterra
| Pontypridd 17 agosto 1999 | Pontypridd RFC | 20 – 6 | Canada XV |  |

| Cardiff 21 agosto 1999 | Galles | 33 – 19 | Canada | (Millennium Stadium) |

| Londra 28 agosto 1999 | Inghilterra | 36 – 11 | Canada | (Twickenham) |